# Nokia 808 PureView
Nokia 808 PureView — последний смартфон, работающий на операционной системе Symbian (Nokia Belle), выпущенный корпорацией Nokia. Основной особенностью данного смартфона является наличие камеры с 41-мегапиксельной матрицей.

## Общие данные
- Дата выпуска: 2012 г. (2-й квартал)
- Стандарт: GSM 850, GSM 900, GSM 1800, GSM 1900, UMTS (WCDMA)
- SAR (уровень облучения): 1.23 Вт/кг
- Платформа: Nokia Belle
- Операционная система: Nokia Belle Feature Pack 2
- Графический ускоритель Broadcom BCM2763 (поддержка OpenVG 1.1 и OpenGL ES 2.0)
- Тактовая частота: 1300 МГц
- Длина: 123,9 мм
- Ширина: 60,2 мм
- Толщина: 13,9 мм (в области камеры: 18 мм)
- Вес: 169 г
- GPS-Навигация

## Аккумулятор
- Тип батареи: Li-ion (BV-4D)
- Ёмкость: 1400 мА·ч
- Время ожидания: 465 ч (540 ч — в сети WCDMA)
- Время разговора: 11 ч (6.5 ч — в сети WCDMA)

## Корпус
- Материал корпуса: поликарбонат
- Конструкция корпуса: моноблок
- Цвета корпуса: белый, красный и чёрный
- Встроенная антенна

## Дисплей
- Технология экрана: AMOLED ClearBlack (Gorilla Glass)
- Тип экрана: 16 млн цветов
- Размер экрана: 360 x 640 px (16:9 nHD)
- Диагональ экрана: 4 дюйма / 10 (10.16) см
- Сенсорный экран: ёмкостный (мультитач)

## Работа со звуком
- Тип звонка: полифонический (64-тональный)
- Цифровое аудио на звонок (AAC, eAAC, eAAC+, WMA, AMR-NB, AMR-WB)
- Вибро
- Голосовой набор
- Голосовое управление
- Громкая связь
- Диктофон
- FM-радио
- FM-трансмиттер
- Цифровой аудиоплеер (MP3, M4A, AAC, AAC+, eAAC+. WMA)
- Dolby Digital Plus
- Dolby Headphone

## Память
- Объём энергонезависимой памяти: 16384 МБ
- Объём оперативной памяти: 512 МБ
- Поддержка карт памяти: microSD (TF), microSDHC
- Макс. объём карты памяти упирается в рамки файловой системы exFAT (2 ТераБайта)

## Короткие сообщения
- MMS
- SMS-шаблоны

## Передача данных
- E-mail-клиент
- HTML-браузер (HTML 4.1, Basic HTML 5, Flash Lite 4.0)
- HSUPA (Cat6 5.76 Mbps)
- HSDPA (Cat10)
- EDGE
- GPRS (class B, multislot class 33)
- WiFi: 802.11b, 802.11g, 802.11n (поддержка UPnP)
- Bluetooth 3.0 (+ EDR)

## Входы/выходы
- Тип разъёма для ПК: microUSB
- Тип разъёма для з/у: microUSB
- USB выход (v 2.0)
- Аудиовыход: 3.5 мм
- USB OTG (v 1.3)
- ТВ-выход
- HDMI-выход

## Фото/Видео
- Встроенная камера: оптика Carl Zeiss (4 пластиковые линзы, 1 стеклянная)
- Физический размер матрицы: 1/1,2" (10,5 x 8 мм)
- Количество пикселей: 41 Мп (эффективных — 38 Мп / через сторонние приложения камеры до 41.5 Мп / через мод для камеры так же до 41,5 Мп)
- Разрешение камеры: 7728x5368 px (эффективное — 7152х5368 px / через сторонние приложения камеры до 7728x5368 px, при этом размер снимка достигает до 40 МБ)
- Встроенная вспышка: ксеноновая и светодиодная
- Цифровой zoom: в фото — до 3х, в видео — от 4х до 12х (без потери качества)
- Автофокус
- Geotagging
- Поддержка видео (Full HD (1920x1080) 30fps [Default], HD (1280x720) 30fps, nHD (640x360) 30fps)
- Макс. кол-во кадров в секунду: 30 fps
- Макс. разрешение видео: 1920 x 1080 px (FullHD 1080p)

## Дополнительно о Nokia 808 PureView
- Акселерометр
- Датчик магнитного поля
- Датчик освещенности
- Органайзер
- Календарь
- Настраиваемые профили
- Java-игры и приложения (MIDP 2.1)

## Награды
- Лучшее устройство выставки Mobile World Congress 2012;
- Приз Best Imaging Innovation («Лучшая инновация в изображении») на TIPA Awards 2012.